# Сивогърб тръстиков бръмбар
Сивогърбите тръстикови бръмбари (Dermolepida albohirtum) са вид насекоми от семейство Melolonthidae.
Срещат се в северозападните части на Австралия.
Таксонът е описан за пръв път от английския естественик Джордж Робърт Уотърхаус през 1875 година.